# Achraf El Bouchataoui
Achraf El Bouchataoui (Rotterdam, 12 januari 2000) is een Nederlands voetballer die onder contract staat bij FC Eindhoven. Eerder kwam hij uit voor Feyenoord, FC Dordrecht, RKC Waalwijk en KMSK Deinze.

## Carrière
Achraf El Bouchataoui speelde in de jeugd van HOV/DJSCR en Feyenoord. Sinds 2019 maakt hij deel uit van de selectie van Feyenoord, waar hij een paar wedstrijden op de bank zat. In de tweede helft van het seizoen 2019/20 wordt hij aan FC Dordrecht verhuurd. Hij debuteerde voor Dordrecht in de Eerste divisie op 20 januari 2020, in de met 2-0 verloren uitwedstrijd tegen Jong Ajax. Hij begon in de basis en werd in de 68e minuut vervangen door Dwayne Green. Op 4 april 2021 maakte El Bouchataoui zijn officiële debuut bij Feyenoord. In de met 2-0 gewonnen thuiswedstrijd tegen Fortuna Sittard viel hij in de 78e minuut in voor Leroy Fer. In het seizoen 2021-2022 werd hij door Feyenoord verhuurd aan RKC Waalwijk. Daarna mocht hij transfervrij vertrekken naar KMSK Deinze. Hier begon hij als basisspeler, maar raakte al snel zijn plaats in het elftal kwijt. Na een seizoen werd zijn contract ontbonden. In januari 2024 sloot hij bij FC Eindhoven aan.

### Clubstatistieken
| Seizoen        | Club           | Competitie      | Competitie | Competitie | Beker | Beker | Internationaal | Internationaal | Overig | Overig | Totaal | Totaal |
| Seizoen        | Club           | Competitie      | Wed.       | Dlp.       | Wed.  | Dlp.  | Wed.           | Dlp.           | Wed.   | Dlp.   | Wed.   | Dlp.   |
| -------------- | -------------- | --------------- | ---------- | ---------- | ----- | ----- | -------------- | -------------- | ------ | ------ | ------ | ------ |
| 2019/20        | Feyenoord      | Eredivisie      | 0          | 0          | 0     | 0     | 0              | 0              | 0      | 0      | 0      | 0      |
| 2019/20        | → FC Dordrecht | Eerste divisie  | 8          | 0          | 0     | 0     | —              | —              | 0      | 0      | 8      | 0      |
| 2020/21        | Feyenoord      | Eredivisie      | 3          | 0          | 0     | 0     | 0              | 0              | 2      | 0      | 5      | 0      |
| 2021/22        | → RKC Waalwijk | Eredivisie      | 13         | 0          | 0     | 0     | —              | —              | 0      | 0      | 13     | 0      |
| 2022/23        | KMSK Deinze    | Eerste klasse B | 11         | 0          | 2     | 0     | —              | —              | 0      | 0      | 13     | 0      |
| 2023/24        | FC Eindhoven   | Eerste divisie  | 2          | 0          | 0     | 0     | —              | —              | 0      | 0      | 2      | 0      |
| Carrièretotaal | Carrièretotaal | Carrièretotaal  | 37         | 0          | 2     | 0     | 0              | 0              | 2      | 0      | 41     | 0      |

Bijgewerkt tot en met 21 augustus 2021.